# Vegadeo
Vegadeo (asztúriai nyelven A Veiga) község Spanyolországban, Asztúria autonóm közösségben. Vegadeo Castropol, Vilanova d'Ozcos, Taramundi, San Tiso d'Abres, Trabada és Ribadeo községekkel határos. Lakosainak száma 3930 fő (2024).

## Népesség
A település népessége az utóbbi években az alábbiak szerint változott:
| Lakosok száma | 4704 | 4465 | 4342 | 4240 | 4131 | 3996 | 3894 | 3926 | 3895 | 3930 |
|               | 2001 | 2004 | 2007 | 2009 | 2012 | 2014 | 2017 | 2019 | 2022 | 2024 |